# Castilleja rupicola
Castilleja rupicola är en snyltrotsväxtart som beskrevs av Charles Vancouver Piper och Merritt Lyndon Fernald. Castilleja rupicola ingår i släktet målarborstar, och familjen snyltrotsväxter. Inga underarter finns listade i Catalogue of Life.

## Bildgalleri

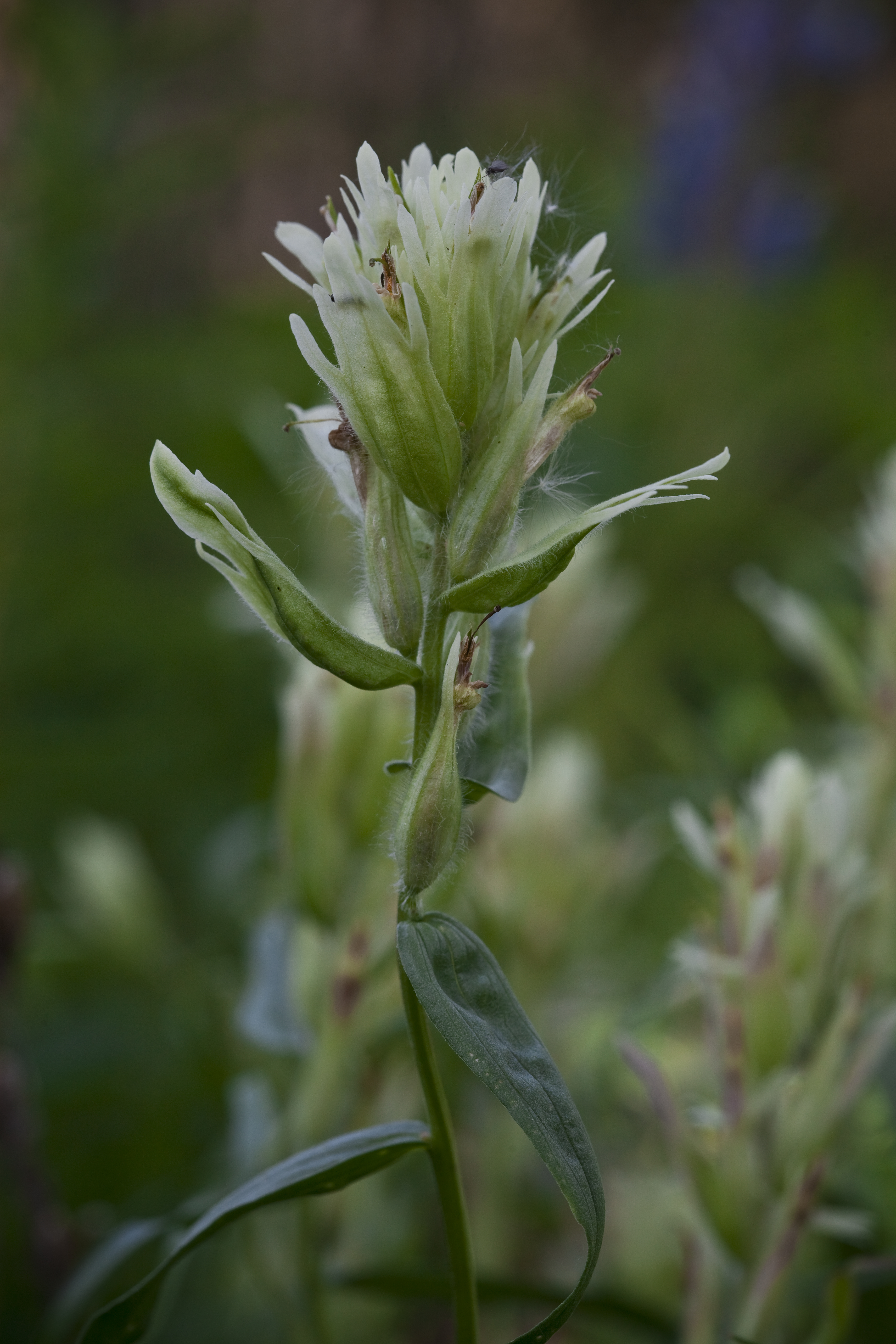